# Juan María Gutiérrez

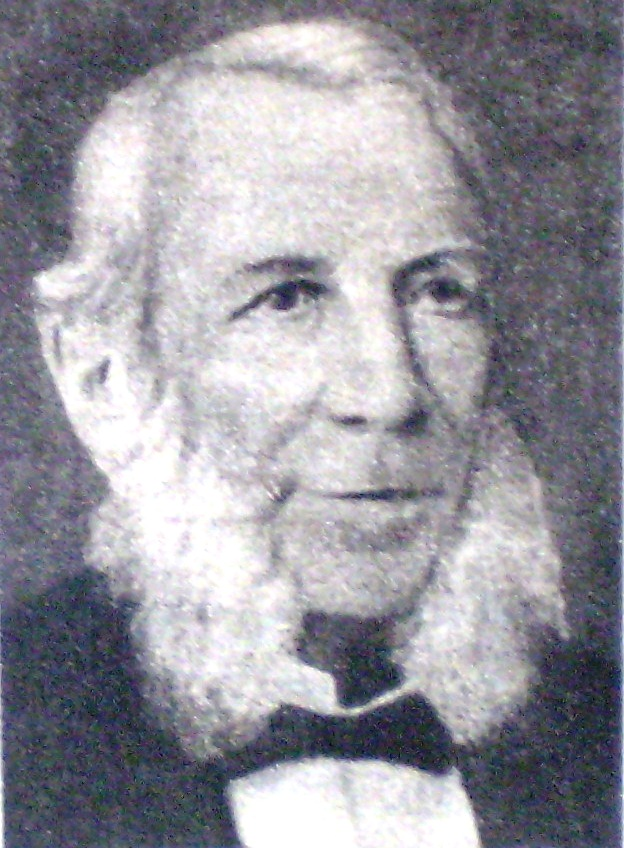
Juan María Gutiérrez

Juan María Gutiérrez (Buenos Aires; 6 de maio de 1809 - Buenos Aires,  26 de fevereiro de 1878) foi um naturalista, estadista, jurisconsulto, agrimensor, historiador, crítico e poeta argentino.

## Obras
As obras escritas por Juan María Gutiérrez são numerosas. Seu estilo se caracterizava por estar despojado de toda ostentação verbal e por sua modernidade.
- Resgatou do esquecimento  poetas nativos da época da colônia em obras como:
  - Estudios biográficos y críticos de poetas sudamericanos anteriores al siglo XIX.
- Escribió apuntes biográficos de escritores, oradores y hombres de estado de la República Argentina en:
  - La Sociedad Literaria y sus obras
  - La Literatura de Mayo
  - La revolución de Cuba y sus poetas
  - La antología de poetas sudamericanos América Poética.

e vários estudos sobre literatos americanos.
- Escreveu biografias sobre personagens históricos em 
  - Estudios históricos-literarios.
- Escreveu numerosas obras poéticas como 
  - A mi caballo,
  - El árbol de la llanura
  - La flor del aire
- Realizou estudos sobre folclore e sobre culturas indígenas, entre outros em:
  - Mitología de las naciones de raza guaraní
  - Observaciones sobre las lenguas guaraní y araucana,
  - La quichua de Santiago
  - La capacidad industrial del indígena argentino
- Trabalhos científicos de diversa índole, como por exemplo: 
  - Los estudios actuales del hombre prehistórico en la República Argentina
  - La paleontología en las colonias españolas
  - Sobre el hombre prehistórico en la República Argentina
  - Nuestro primer historiador: Ulrico Schmidel
  - Trabajos de la Sociedad de Ciencias Físiças y Matemáticas.
- E também incurções no relato com: 
  - El hombre hormiga
  - El capitán de Patricios